# Střední Opava
Die Střední Opava (deutsch Mitteloppa) ist der mittlere Quellfluss der Opava in Tschechien.

## Verlauf
Die Střední Opava entspringt am Westhang des Sokol (1186 m) an einer Lehne des vom Malý Děd (1355 m) zum Praděd (1491 m) führenden Hauptkammes in mehreren Quellbächen, die sich in einem Kessel in 929 m.ü.m vereinen. Der Bachlauf führt durch ein tief eingeschnittenes bewaldetes Tal, in dem die Ortschaften Vidly, Bílý Potok und Hutě liegen zunächst nach Nordosten. Dann wendet sich die Střední Opava nach Osten und fließt über Na Výsluní bis Železná, wo sie sich am nördlichen Stadtrand von Vrbno pod Pradědem mit der Černá Opava zur Opava vereint.
Gegenüber der Einmündung des Baches Skalní potok befindet sich der Brunnen Živá voda. Nördlich von Bílý Potok liegen die wüsten Burgen Weisenštejn und Rabenštejn. Über dem Zusammenfluss mit der Bílá Opava erhebt sich die Zámecká hora (854 m) mit den Resten der Burg Fürstenwalde. Ab dem Hegerhaus Vidly ist die Střední Opava auf den unteren neun Kilometern bei einem Wasserstand von über 40 cm befahrbar.

## Zuflüsse
- Sokolí potok (r), Vidly
- Videlský potok (r), Vidly
- Česnekový potok (l), Vidly
- Sedlový potok (r), unterhalb Vidly
- Skalní potok (l), oberhalb Bílý Potok
- Bílý potok (l), Bílý Potok
- Bílá Opava (r), Vrbno pod Pradědem